# Riccardo Cervi
Riccardo Cervi, né le 19 juin 1991 à Reggio d'Émilie en Italie, est un joueur italien de basket-ball. Il évolue au poste de pivot.

## Biographie
Au mois d'août 2020, il s'engage avec la Virtus Rome.

## Palmarès
- EuroChallenge 2014
- Finaliste du championnat d'Europe des -20 ans 2011